# بوبي جاكوبس
بوبي جاكوبس (بالهولندية: Bobby Jacobs)‏ هو موسيقي وملحن هولندي، ولد في 1965.